# Telephanus fallax
Telephanus fallax es una especie de coleóptero de la familia Silvanidae.

## Distribución geográfica
Habita en Guatemala, Colombia y México.